# Adin Husić
Adin Husić (* 14. April 1996 in Esslingen am Neckar, Deutschland) ist ein bosnischer Fußballtorwart.

## Karriere
Husić begann seine Karriere beim FK Igman Ilidža, einem Verein aus der an die Hauptstadt Sarajevo angrenzenden Stadt Ilidža. 2006 kam dann der Wechsel zum FK Olimpic Sarajevo, dessen Herrenmannschaft in jenem Jahr in die Drittklassigkeit abgestiegen war. Im Mai 2015, inzwischen 19 Jahre alt, bestritt er ein Spiel für Olimpik in der Premijer Liga, als er am 26. Spieltag der Saison 2014/15 bei der 0:3-Auswärtsniederlage beim FK Drina Zvornik in der Startelf stand. Olimpik war bereits 2009 wieder in die höchste Liga des Landes aufgestiegen.
Zur Saison 2015/16 wechselte er nach Österreich zum fünftklassigen TuS Bad Waltersdorf. Zur Saison 2016/17 schloss er sich dem Regionalligisten TSV Hartberg an. Mit den Hartbergern konnte er zu Saisonende in den Profifußball aufsteigen. In der Aufstiegssaison kam er in zwei Partien zum Einsatz. Nach der Saison 2017/18 und dem Aufstieg in die Bundesliga verließ er Hartberg und kehrte zu Bad Waltersdorf zurück.